# Ossenreyerstraße 37 (Stralsund)
Das Haus mit der postalischen Adresse Ossenreyerstraße 37 ist ein unter Denkmalschutz stehendes Gebäude in der Ossenreyerstraße im Stadtgebiet Altstadt in Stralsund.
Der viergeschossige, dreiachsige Putzbau mit seiner schlicht gegliederten Fassade wurde anstelle eines mittelalterlichen Vorgängerbaus errichtet, davon sind der Keller sowie die Brandmauern aus der ersten Hälfte des 14. Jahrhunderts erhalten geblieben.
Das Haus liegt im Kerngebiet des von der UNESCO als Weltkulturerbe anerkannten Stadtgebietes des Kulturgutes „Historische Altstädte Stralsund und Wismar“. Es ist in die Liste der Baudenkmale in Stralsund eingetragen.